# Lake Wilderness (Virginie)
 (mars 2025).
Lake Wilderness est une census-designated place située dans le comté de Spotsylvania, dans l’État de Virginie, aux États-Unis. Lors du recensement de 2020, elle comptait 2 960 habitants.